# چیمالما

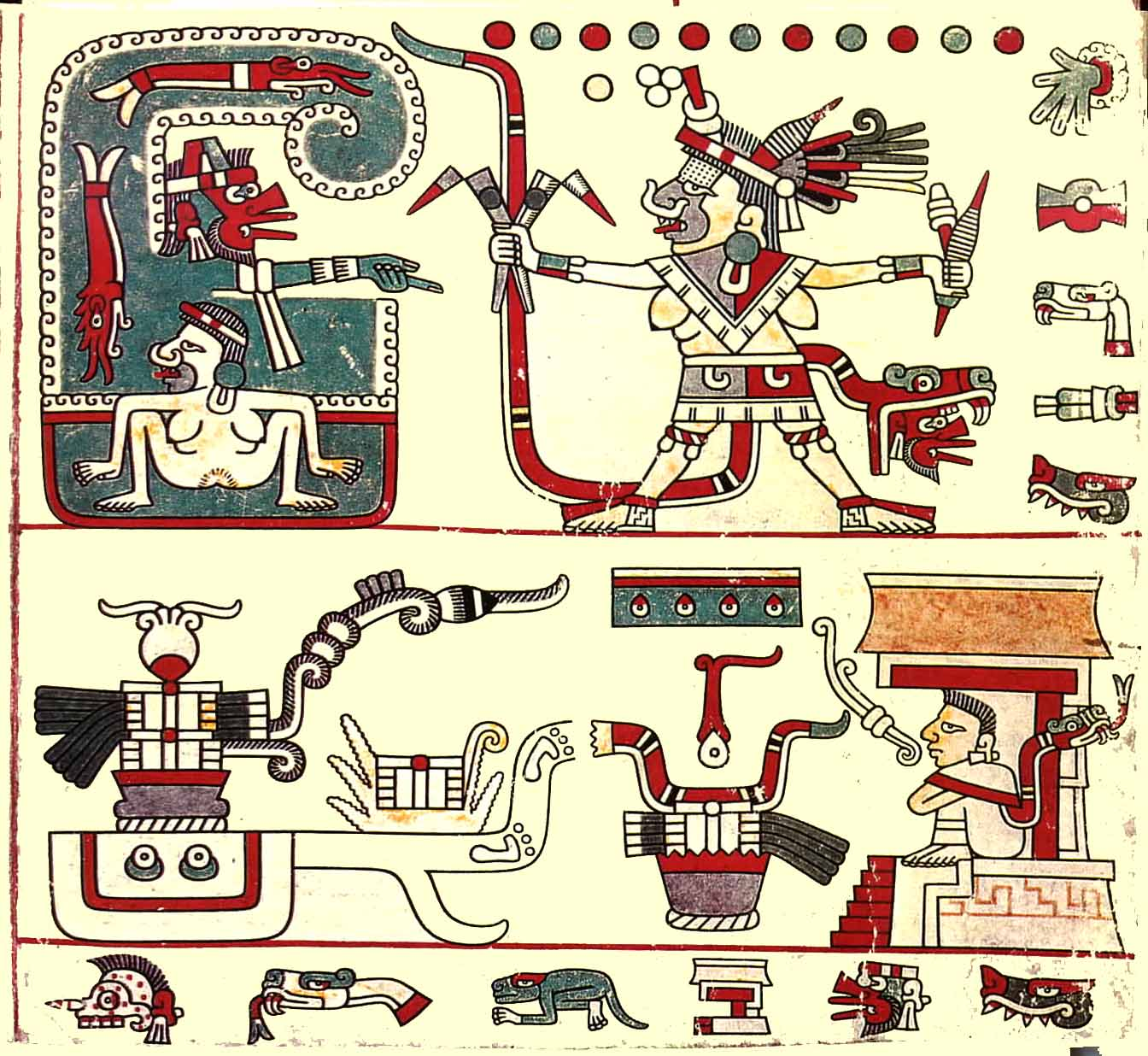
تصویری از چیمالما در کتاب Códice Laud.

چیمالمان یا چیمالما یکی از ایزدبانوان در اساطیر آزتک بود. چیمالما الههٔ باروری، حامی زندگی و مرگ و راهنمای تولد دوباره است. خواهران او Coatlicue و Xochitlicue هستند. وی توسط آزتک‌ها به عنوان مادر دو تن از خدایان، تولتک و کوئتزالکواتل، در نظر گرفته می‌شده‌است. نام وی در زبان باستانی آزتکیان معنای «سپر-دست» داشته‌است.
در چندین سنت شفاهی چیمالما یک راهبه توصیف شده که افراد آزتک‌ها را در راه به سوی سرزمین آزتلان همراهی می‌کند. ورود معنوی اویتسیلوپوچتلی و کوئتزالکواتل به عنوان میراث تولتک در حین زندگی آزتک‌ها در چیچیمکا تضمین شده‌بود. همان‌طور که در مورد بسیاری از افسانه‌های آزتک صادق است، نسخه‌های متعددی از داستان‌های مرتبط با چیمالما، بسته به قبیله‌ها و دوره‌های زمانی مورد بررسی، وجود داشتند.

## مادر کوئتزالکواتل
مطابق آنچه در Manuscript of 1558, فصل ۷، بخش تولد کوئتزالکواتل آورده‌اند:
«و سپس آنگاه که میشکواتل بدانجا رفت… زن اویتزنائواس، چیمالمان، به بیرون آمد و مقابلش قرار گرفت… او لخت بود، بدون هیچ دامن یا پوشش دیگری.»
زمانی که چیمالمان برهنه ایستاده بود، میشکواتل دو بار پیاپی پیکانی «میان پاهای او» انداخت. زمانی که این اتفاق روی داد، میشکواتل با همسر اویتزنائواس، چیمالما، هم‌بستر شد و او را باردار کرد.
در یکی از نسخه‌ها میشکواتل که از دیدن بدن برهنهٔ او خجالت‌زده شده‌بود و نمی‌دانست باید چه کار کند، تیرهایی به دو سوی او انداخت و تیر سوم را به سمت خود چیمالما انداخت ولی او تیر را با دستش گرفت و تیر چهارم را میان پاهای او انداخت. در نسخه‌ای هم گفته شده که چیمالما پس از دیدن میشکواتل گریخت و میشکواتل او را دنبال کرد تا دوباره ببیندش ولی موفق نشد و چون عصبانی بود بر زنان قبیلهٔ خود سختگیری کرد و آن‌ها چیمالما را یافتند و نزد او آوردند.
در نسخه‌ای دیگر گفته‌اند: میشکواتل در هنگام شکار در دره مورلوز چیمالما را دید و عاشق او شد. هنگامی که تلاش‌های او برای رسیدن به معشوقش شکست خورد، او عصبانی شد و پنج پیکان را به سمت او زد، همه این تیرها را چیمالما به دست خود گرفت و بدین شکل لقب «سپر-دست» به او داده شد. سپس این دو با یکدیگر ازدواج کردند، اما نمی‌توانستند فرزندی به دنیا آورند. پس از دعا بر روی محراب، روحانی به چیمالمان گفت برای استجاب دعایش یک سنگ قیمتی کوچک هدیه دهد، پس از آن او باردار شد. برادر خشمگین کوئتزالکواتل، تزکاتلیپوکا، به خاطر این ازدواج تصمیم گرفت میشکواتل را بکشد. چیمالمان به زادگاهش در تپوزتلان فرار کرد و هنگام به دنیا آوردن پسرش، توپیلتزین، خود درگذشت. توپیلتزین بعدها هویت خود به عنوان کوئتزالکواتل را کشف کرد و برای کمک به تمدن تولتک سفر کرد. این نسخه شبیه به گزارش‌های Codex Chimalpopoca است، که می‌گوید «... کوئتزالکواتل در شکمش قرار داده شد، زمانی که او یک قطعه یشم سبز را هدیه داد.»